# HD 7647
HD 7647，又名BD+44 271，SAO 37077、HR 372，是一颗恒星，视星等为6.34，位于銀經127.7，銀緯-17.73，其B1900.0坐标为赤經1h 11m 15.6s，赤緯+44° -17.73′ 31″。